# Unraveling Love 〜少しの勇気〜
「Unraveling Love 〜少しの勇気〜」（アンラヴェリング・ラヴ・すこしのゆうき）は、2023年10月28日よりデジタル配信された倉木麻衣の楽曲。

## 概要
倉木にとって、2022年10月4日の「Secret, voice of my heart」以来となるデジタルシングルでのリリースである。「倉木ならではのスタイリッシュなサウンドと耳を奪われるようなビビッドなリリックが印象的なナンバー」と紹介される。
2023年9月30日、本楽曲の配信リリースと読売テレビ・日本テレビ系アニメ『名探偵コナン』の新しいオープニングテーマとして使用されることが発表された。
自身の誕生日でもある10月28日（土曜日）にサブスクリプションサービスを含む各配信サイトでの配信が始まった。また、この日放送される名探偵コナンのエピソードより楽曲のオンエアが始まる。
2017年に「同じアーティストにより歌われたアニメシリーズのテーマソング最多数」としてギネス世界記録に認定されて以降もその記録を伸ばし続け、名探偵コナンとのタイアップは本楽曲で26作目である。
12月31日、本楽曲が読売テレビ「すもももももも!ピーチCAFÉ」の2024年1月のエンディングテーマとして使用されることが発表された。

## アートワーク
配信ジャケットは発表と同日に公開された。実写の倉木本人の横に、倉木の愛犬であるべニートのイラストが寄り添う形で描かれたデザインである。

## 収録曲
1. Unraveling Love 〜少しの勇気〜 (3:52)
作詞：Mai Kuraki / 作曲：NoiR / 編曲：中野定博・やっすん

## 楽曲解説
Unraveling Love 〜少しの勇気〜
- テレビアニメ「名探偵コナン」のオープニングテーマ（使用期間は2023年10月28日から）。
- 「Unraveling Love」か「少しの勇気」のどちらが相応しいか制作スタッフに問いかけたところ、どちらも人気があったため、このタイトルに決定した[8]。
- 倉木は本楽曲について、現在の「名探偵コナン」のイメージに寄り添えられるよう、Cool系かつ大人なシティPOPサウンド、さらにはプチロックを融合させた少し懐かしさのあるサウンドに挑戦したものだと語った[8][9]。
- 歌詞は、あるキャラクターの持つ恋愛感に寄り添う形で書いたものである。両思いに感じるが実際のところは相手の気持ちはどうなのか、愛を解き明かしてみたいという恋愛模様をテーマとして描いた[9]。
- 今までの自身の作品にはなかったような印象的なフレーズや、早口で畳みかけていくサビメロディなど、言葉にできない「ドキドキ感」を表現する鼓動音もサウンドに取り入れた楽曲[8][9]。
  - その「ドキドキ感」は、ヘッドフォンを使用して楽曲を鑑賞するとより体感できるという[9]。
  - 早口で畳みかけていくサビメロディ関して、倉木は、焦るとうまく歌えなくなるためリズムや言葉が馴染むまで幾度も練習してからレコーディングに臨んだと語った[9]。
- レコーディングの度に様々なアイディアがふってきて、言葉だけでない感情をサウンドにも込めて制作したという[9]。

## リリック・ビデオ
配信開始日と同日の10月28日、公式YouTubeチャンネルにてリリック・ビデオが公開された。
倉木は、配信ジャケットと同じく愛犬をイラストにして動かした映像で、クールな雰囲気の本楽曲に対してのギャップが感じられる仕上がりであると語った。

## チャート成績
デジタルシングル「Unraveling Love 〜少しの勇気〜」は、2023年11月8日公開の「Billboard Japan Top Download Songs」において初登場40位を記録した。
また、2023年11月6日付のオリコン週間デジタルシングル（単曲）ランキングでは初登場37位を記録した。